# Гордієнківці
Гордієнківці (до 2016 рік — Шлях Незаможника) — село в Україні, у Генічеській міській громаді Генічеського району Херсонської області. Населення становить 141 осіб.

## Населення

### Мова
Розподіл населення за рідною мовою за даними перепису 2001 року:
| Мова       | Кількість | Відсоток |
| ---------- | --------- | -------- |
| українська | 103       | 73.05%   |
| російська  | 38        | 26.95%   |
| Усього     | 141       | 100%     |

## Історія
До 2016 року село носило назву Шлях Незаможника.
19 травня 2016 року село перейменовано на Гордієнківці, на честь 1-го Кінного полку ім. Костя Гордієнка Армії УНР, бійці якого під час Кримської операції у квітні 1918 р. захопили Чонгарську переправу, рухаючись через місцевість, де нині розташоване село.
12 червня 2020 року, відповідно до Розпорядження Кабінету Міністрів України № 726-р «Про визначення адміністративних центрів та затвердження територій територіальних громад Херсонської області», увійшло до складу Генічеської міської громади.
17 липня 2020 року, в результаті адміністративно-територіальної реформи та ліквідації  колишнього Генічеського району увійшло до складу новоутвореного Генічеського району.
24 лютого 2022 року село тимчасово окуповане російськими військами під час російсько-української війни.

## Пам'ятки
На території села розташовані кургани — щойновиявлена пам'ятка археології, яка датується III тис. до н. е. — II тис. н. е.
Також збереглися паровий млин та комора німецьких колоністів.

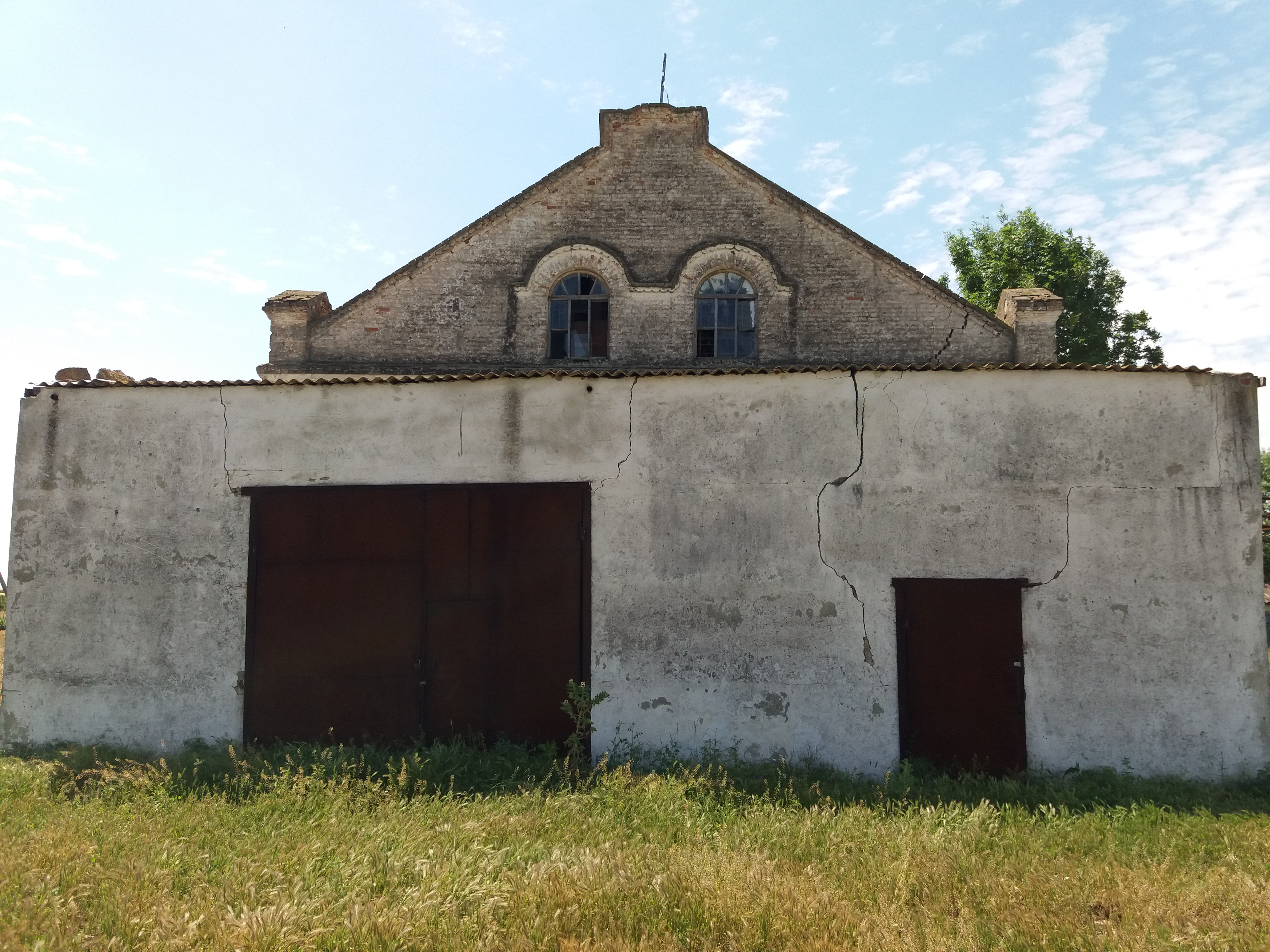
Фасад млина колоністів
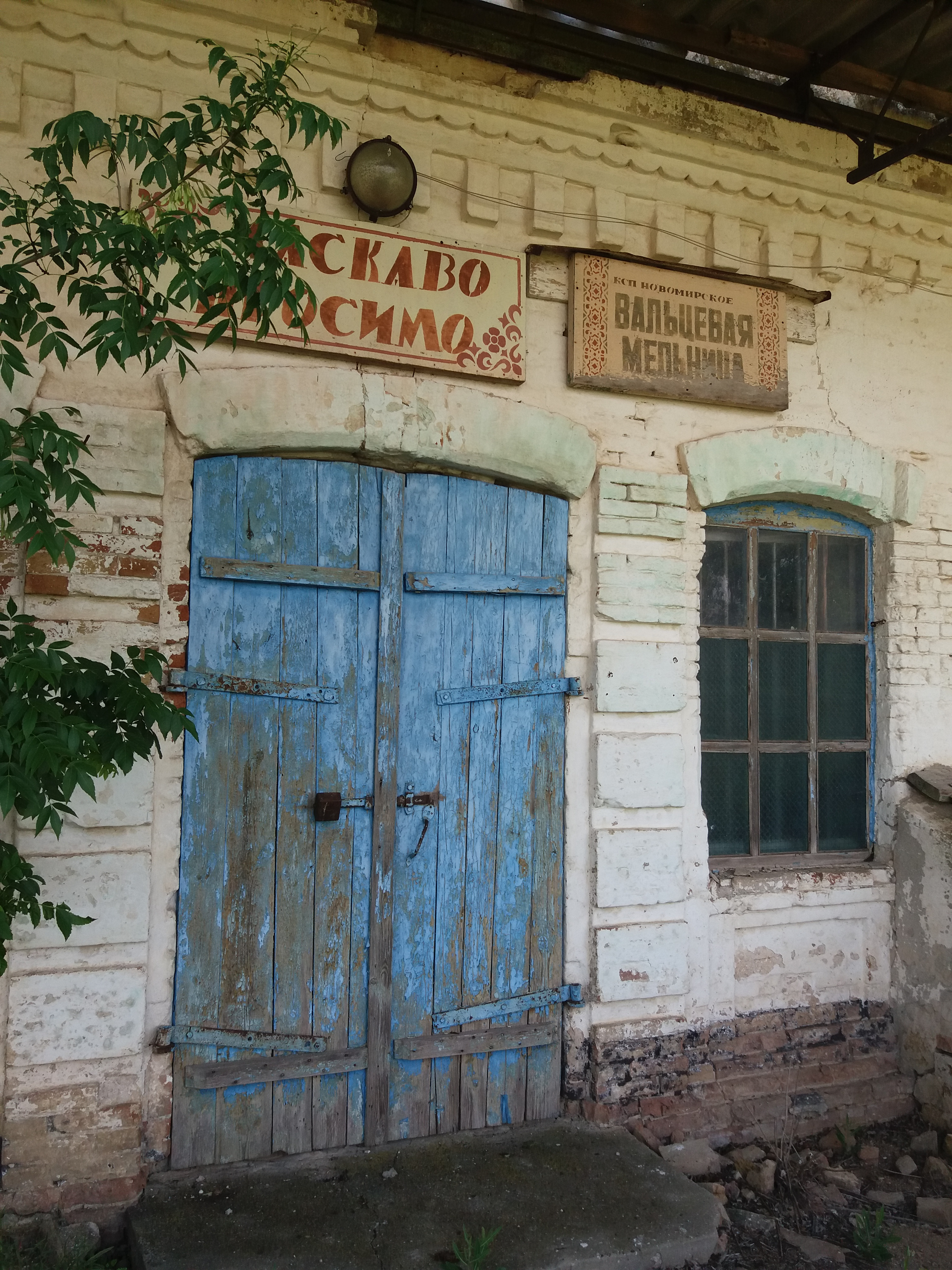
Вхід до млина
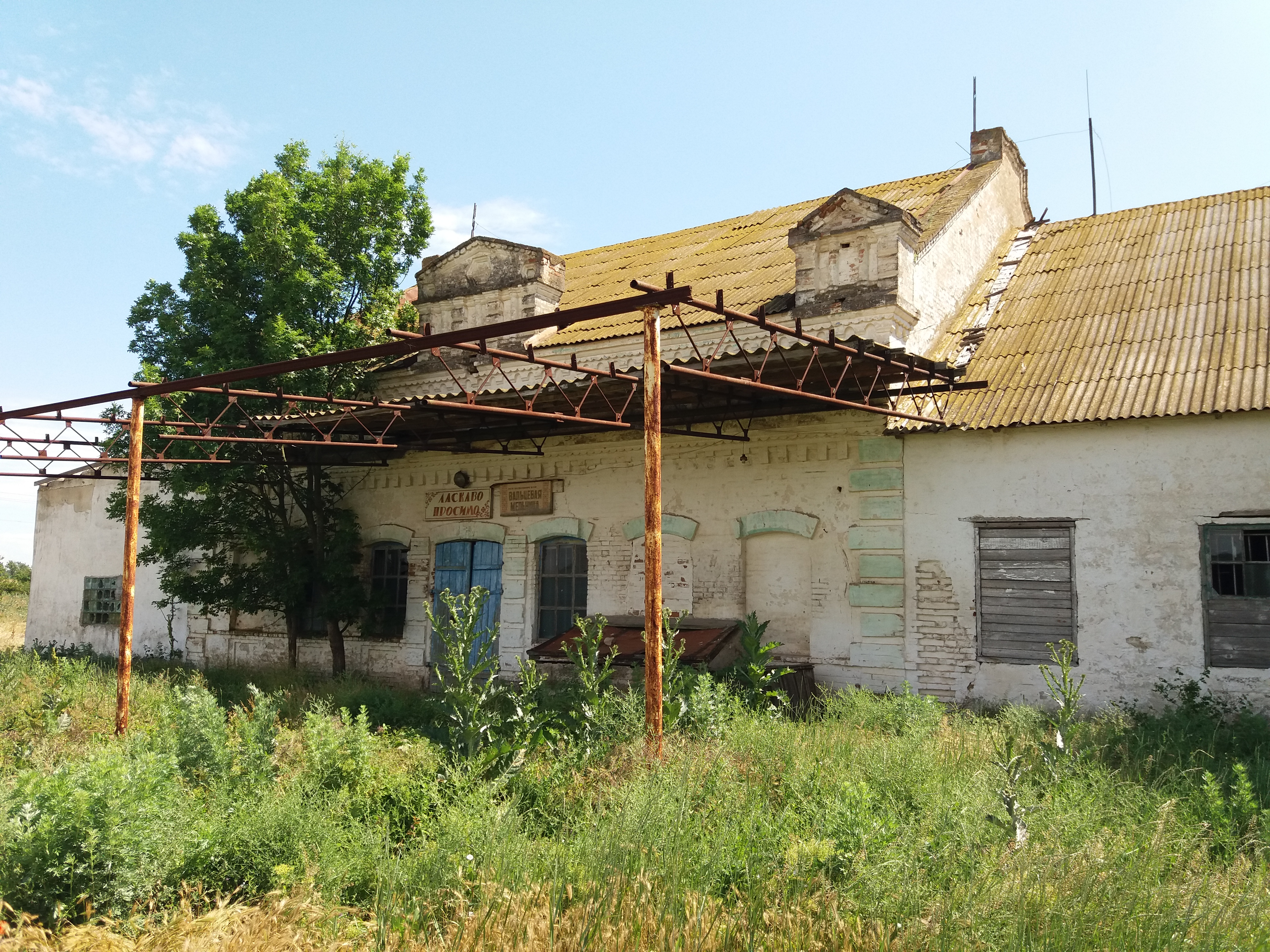
Вид із заходу
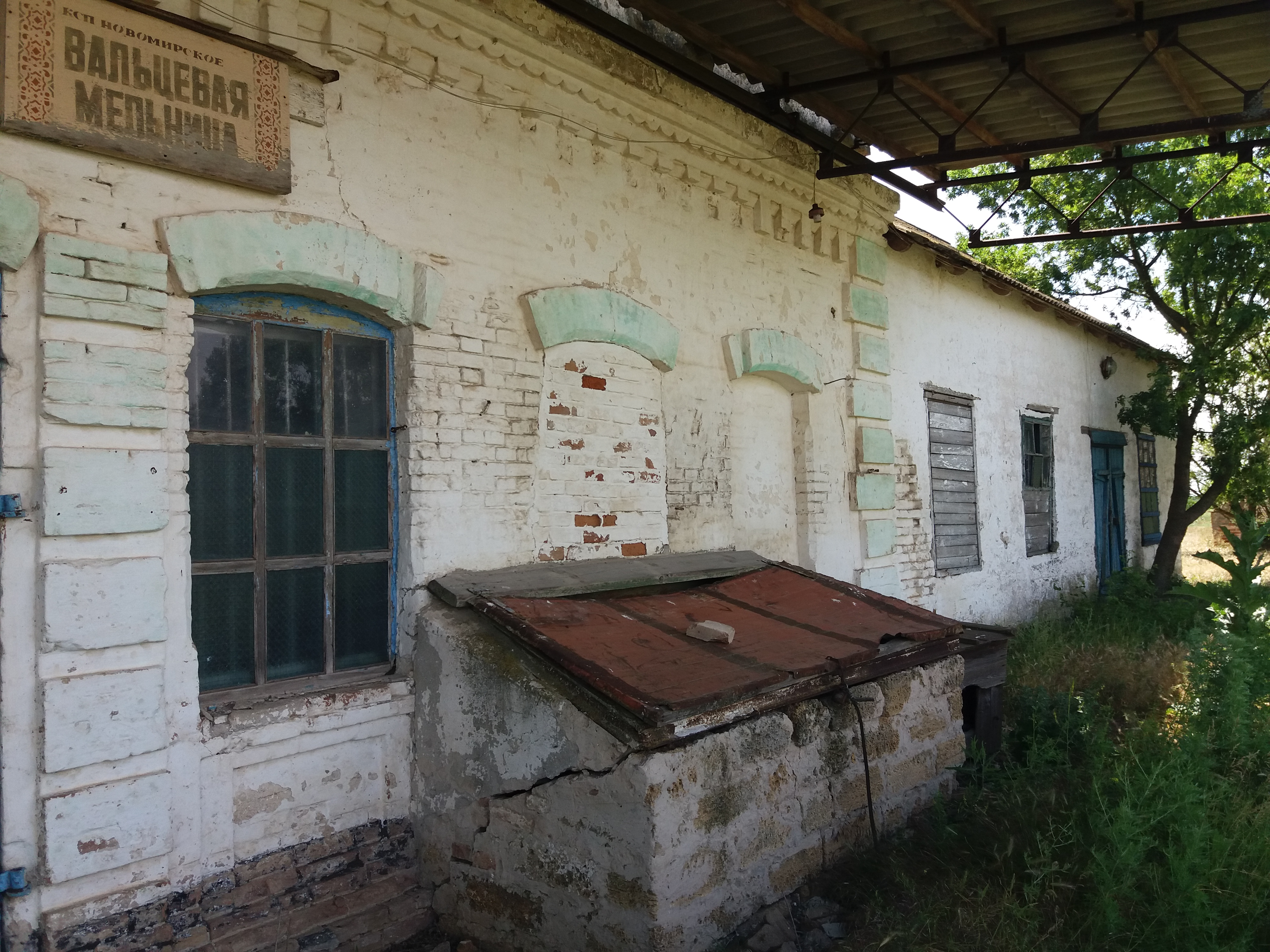
Стіни млина
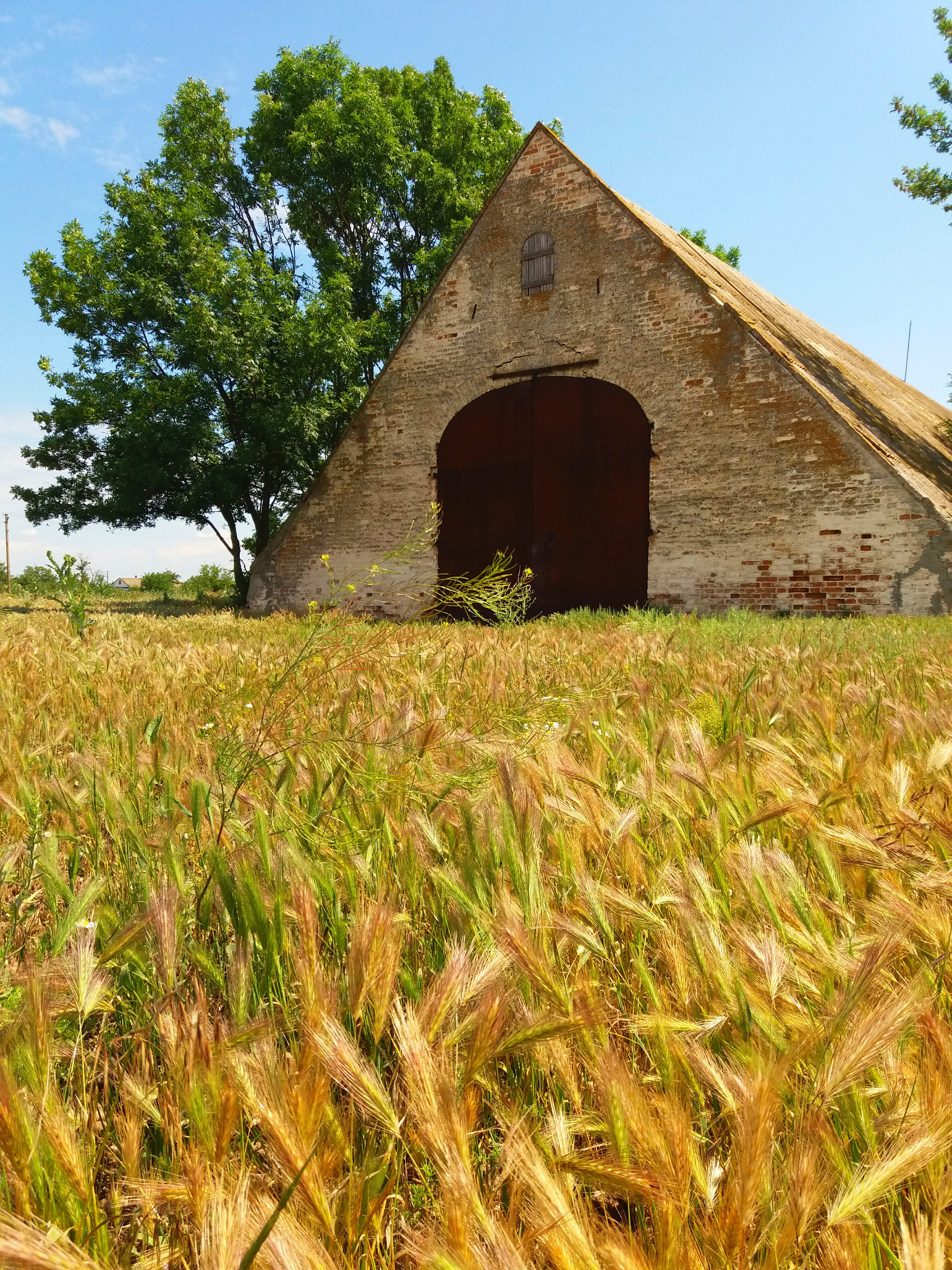
Старовинна комора колоністів біля млина